# ストレスの海
「ストレスの海」（すとれすのうみ）は、春風亭昇太による新作落語の演目。
昇太の代表作的位置を占める作品であり、現在も上演することの多い演目の一つである。夫婦間の牧歌的風景が突如パニックと化し、最終的に悲劇的、かつ喜劇的な結末を迎える。場面転換後のスピーディーな展開と、ブラックジョークが持ち味となっている噺である。

## あらすじ
物語は、ある主婦が書店でストレスに関する書籍を見つける所から始まる。その内容を見て「夫がストレスを溜めているのでは?」と心配になった彼女は、ある休日、のんきに居眠りする夫にあれこれいたずらをして、半ば無理矢理起こしてしまう。怒る夫に妻は「ストレスが溜まってるんじゃないの?」と言って、書籍に記されたストレス解消法をいろいろ試すことにする（しかし今の自分の行動が一番のストレス源になっていることには気づいていない）。いくつか試した末に「そうだ、『行楽に行くのがいい』というから海に行くのがいいわね」と、渋る夫を強引に海辺に連れて行く妻。物置に置きっぱなしになっていたゴムボートを引っ張り出し、それに乗って二人で沖に漕ぎ出す。
青い空と白い雲と波の音…ストレスを忘れ始める夫婦。するとボートから「シュー」という音。空気が抜けていた。慌てた妻は夫をボートから突き落として「あなた、ちゃんとついてくるのよ!」と言いながら急いで岸に戻る。
そして場面は突然、夫の葬儀に。「旦那さんまだお若いのに、どうして亡くなったんですか」と訊かれた妻はこう答えた。「ストレスです」。